# Praiano
Praiano község (comune) Olaszország Campania régiójában, Salerno megyében.

## Fekvése
Amalfitól nyugatra fekszik, 10 km-re. Határai: Agerola, Furore és Positano.

## Története
Praiano, amely tulajdonképpen halász- és parasztfalu volt, ma egy gyakran látogatott, számos szállodával és egy óriási táborhellyel ellátott üdülő. A múltban az amalfii dozsék üdülőhelye volt, illetve selyemelőállítással is foglalkoztak it. A 19. században nyerte el önállóságát, amikor a Nápolyi Királyságban felszámolták a feudalizmust.

## Népessége
A népesség számának alakulása:

## Főbb látnivalói
A múlt emlékei többek között a San Gennaro-templom pompás majolikakupolával valamint a San Luca plebániatemplom, számos 16. századi festménnyel. Ugyancsak érdekes a Torre a Mare, egy középkori torony, amely művészeti kiállításnak ad helyet.